# Frederick Edward Maning

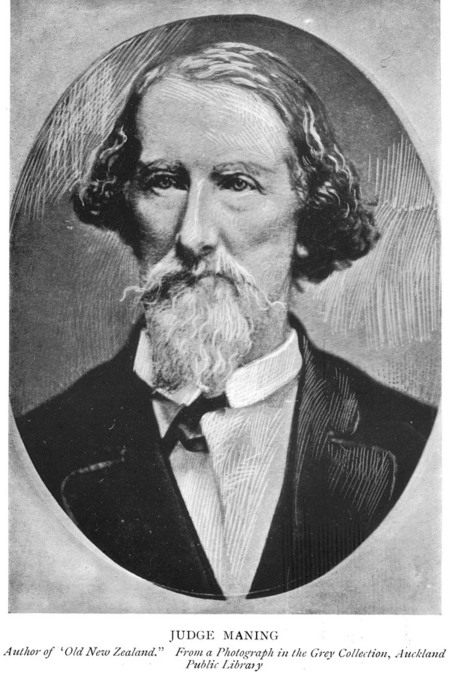
Frederick Edward Maning (Foto zw. 1865 und 1876)

Frederick Edward Maning (* 5. Juli 1812 in Dublin, Irland; † 25. Juli 1883 in London, England) war ein irisch-neuseeländischer Siedler, Händler, Richter und Autor, der sich intensiv mit der Kultur der Māori beschäftigte, sich selbst als Pākehā-Māori bezeichnete und 1863 das seinerzeit viel beachtete Werk Old New Zealand herausbrachte.

## Leben
Frederick Edward Maning wurde am 5. Juli 1812 als ältester Sohn der wohlhabenden protestantisch-anglo-irischen Familie von Frederick Maning und seiner Ehefrau Mary Barret in Dublin geboren. Die Familie wanderte 1829 nach Van Diemen’s Land, heute Tasmanien, aus und siedelte in Hobart. 1832 übernahm Frederick Edward Maning eine Leitungsfunktion im Norden des Landes, entschloss sich dann aber 1833 nach Neuseeland auszuwandern.
Er kaufte Land in Kohukohu, am Hokianga Harbour und handelte mit Holz, Fleisch und Kartoffeln. 1837 verkaufte er alles, ging für eine kurze Zeit zurück nach Hobart, um dann im März 1839 nach Neuseeland zurückzukehren und in Onoke, am Hokianga Habour erneut zu siedeln. Ab 1840 lebte er dort mit Moengaroa, einer Māori-Frau des Te Hikutu-Iwi, die gleichzeitig die Schwester des Māori-Chiefs von Hauraki war. Mit ihr hatte er vier Kinder.
Einen ersten Namen machte Maning sich, als er sich im Februar 1840 gegen den Treaty of Waitangi aussprach und den Māori empfahl den Vertrag nicht zu unterzeichnen. Damit ging er auf Konfrontation zu Gouverneur William Hobson, der ihm später 1841 auch Schwierigkeiten machte, eine Position in der Regierungsverwaltung zu bekommen.
Bei dem ersten Neuseelandkrieg 1845 gegen den Māori-Führer Hone Heke organisierte Maning die Unterstützung der britischen Soldaten durch einige Māori-Clans. Als Zeuge der kriegerischen Auseinandersetzung schrieb er daraufhin sein erstes Buch: A history of the war in the north of New Zealand against the chief Heke. In ihm gab er den Europäern zu verstehen, dass Māori niemals die Vorherrschaft der Pākehā akzeptieren würden. Sein zweites Buch: Old New Zealand folgte ein Jahr später. Es bestand aus autobiographischen Anekdoten, Beschreibungen und Erklärungen der Geschichte und der Gewohnheiten der Māori. Ein weiteres Buch mit dem Titel: Young New Zealand wurde von ihm nicht veröffentlicht. Stattdessen schrieb er einige Artikel für Zeitungen.
1865 bewarb sich Maning erfolgreich für die Position als Richter für den Native Land Court (Eingeborenen-Land-Gericht) und übte das Amt bis zu seiner Pensionierung im Jahr 1876 aus. 1880 kam es zwischen seinen Kindern und ihm zu einem Bruch wegen der Heirat einer seiner Töchter, der er sich entgegenstellte. Aus den Befürchtungen heraus, dass sie ihn töten würden, floh Maning nach Auckland, wo er im Juli 1882 einen Schlaganfall erlitt und ihm zusätzlich eine Krebserkrankung diagnostiziert wurde. Für eine dringende Behandlung reiste er daraufhin im November 1882 nach London, wo er aber am 25. Juli 1883 verstarb. Seinem letzten Willen entsprechend wurde sein Leichnam nach Auckland überführt, wo er dann am 8. Dezember 1884 auf dem Friedhof Symonds Street Cemetery in Auckland beerdigt wurde.

## Werke
- A history of the war in the north of New Zealand against the chief Heke. 1862 (englisch, Online [abgerufen am 5. September 2023]). Beide Bücher wurden als Gesamtausgabe von Richard Bentley and Son, London 1876 herausgegeben.
- Old New Zealand. 1863 (englisch, Online [abgerufen am 5. September 2023]). Beide Bücher wurden als Gesamtausgabe von Richard Bentley and Son, London 1876 herausgegeben.

## Anmerkung
1. ↑  
Das Geburtsjahr wird in der Literatur teilweise mit 1811 oder zumeist mit 1812 angegeben. In Datenbanken ist fast ausschließlich das Jahr 1812 zu finden, doch der Bibliograph Thomas Morland Hocken gab Manings Todesdatum mit dem 25. Januar 1883 und sein Alter mit 72 Jahre an (siehe: Maning: Old New Zealand. 1930, S. xxviii.). Daraus würde sich das Geburtsjahr 1811 ableiten lassen.

| Personendaten    | Personendaten                               |
| ---------------- | ------------------------------------------- |
| NAME             | Maning, Frederick Edward                    |
| KURZBESCHREIBUNG | neuseeländischer Händler, Richter und Autor |
| GEBURTSDATUM     | 5. Juli 1812                                |
| GEBURTSORT       | Dublin, Irland                              |
| STERBEDATUM      | 25. Juli 1883                               |
| STERBEORT        | London, England                             |